# Mărtinești (okręg Hunedoara)
Mărtinești – wieś w Rumunii, w okręgu Hunedoara, w gminie Mărtinești. W 2011 roku liczyła 170 mieszkańców.